# Józef Bakon
Józef Bakon ps. „Cyg” (ur. 22 kwietnia 1899 w Sierszy, zm. 13 października 1942 w KL Auschwitz) – polski polityk, członek Polskiej Organizacji Wojskowej, poseł na Sejm IV kadencji w II RP.

## Życiorys
Z wykształcenia był nauczycielem. Był dyrektorem Liceum Handlowego dla Dorosłych. Od października 1916 roku do 1918 był członkiem Polskiej Organizacji Wojskowej. 
Od 11 listopada 1918 roku do marca 1921 roku pełnił służbę w 22 i 55 pułku piechoty. W 1921 odznaczony po raz drugi Krzyżem Walecznych. Mianowany podporucznikiem ze starszeństwem z dniem 1 marca 1920 roku w korpusie oficerów rezerwy piechoty. W latach 1923–1924 posiadał przydział w rezerwie do 34 pułku piechoty w Białej Podlaskiej pomimo tego, że od 1924 roku był uznany za niezdolnego do służby wojskowej. 
Później był nauczycielem w warszawskim gimnazjum kupieckim.
W 1935 został posłem z okręgu nr 37 (Biała Podlaska, Radzyń Podlaski, Włodawa). Był członkiem Obozu Zjednoczenia Narodowego, związanym z grupą Jutra Pracy. Zmarł w obozie koncentracyjnym w Oświęcimiu. 

## Odznaczenia
- Krzyż Srebrny Orderu Virtuti Militari[6]
- Krzyż Walecznych - dwukrotnie[6]
- Medal Niepodległości[6].